# Castelbosco
Castelbosco ist eine Niederungsburg in der Nähe von Campremoldo Sopra, einem Ortsteil der Gemeinde Gragnano Trebbiense in der italienischen Region Emilia-Romagna.
In der Burg ist das Museo della Merda (italienisch vulgär: Museum der Scheiße) untergebracht.

## Geschichte
Die Burg in einem Ort, der 1186 unter der Kontrolle der Adligen von Pecorara war, wurde im 13. Jahrhundert errichtet, vermutlich von der Familie Scotti, die in der zweiten Hälfte dieses Jahrhunderts ihre Besitzungen in der Gegend erweiterten.
Die Burg wurde erstmalig 1314 bei einigen Ereignissen, die im Rahmen der Streitigkeiten zwischen Adligen und „Populares“ (dt.: einfachen Leuten) stattfanden, urkundlich erwähnt. Später wurde sie als eine der Burgen erwähnt, die 1335 der Familie Visconti im Krieg der Mailänder gegen den Papst treu blieben. Im 14. Jahrhundert musste die Burg einige Angriffe der guelfischen Partei über sich ergehen lassen, die in ihrer Zerstörung gipfelten.

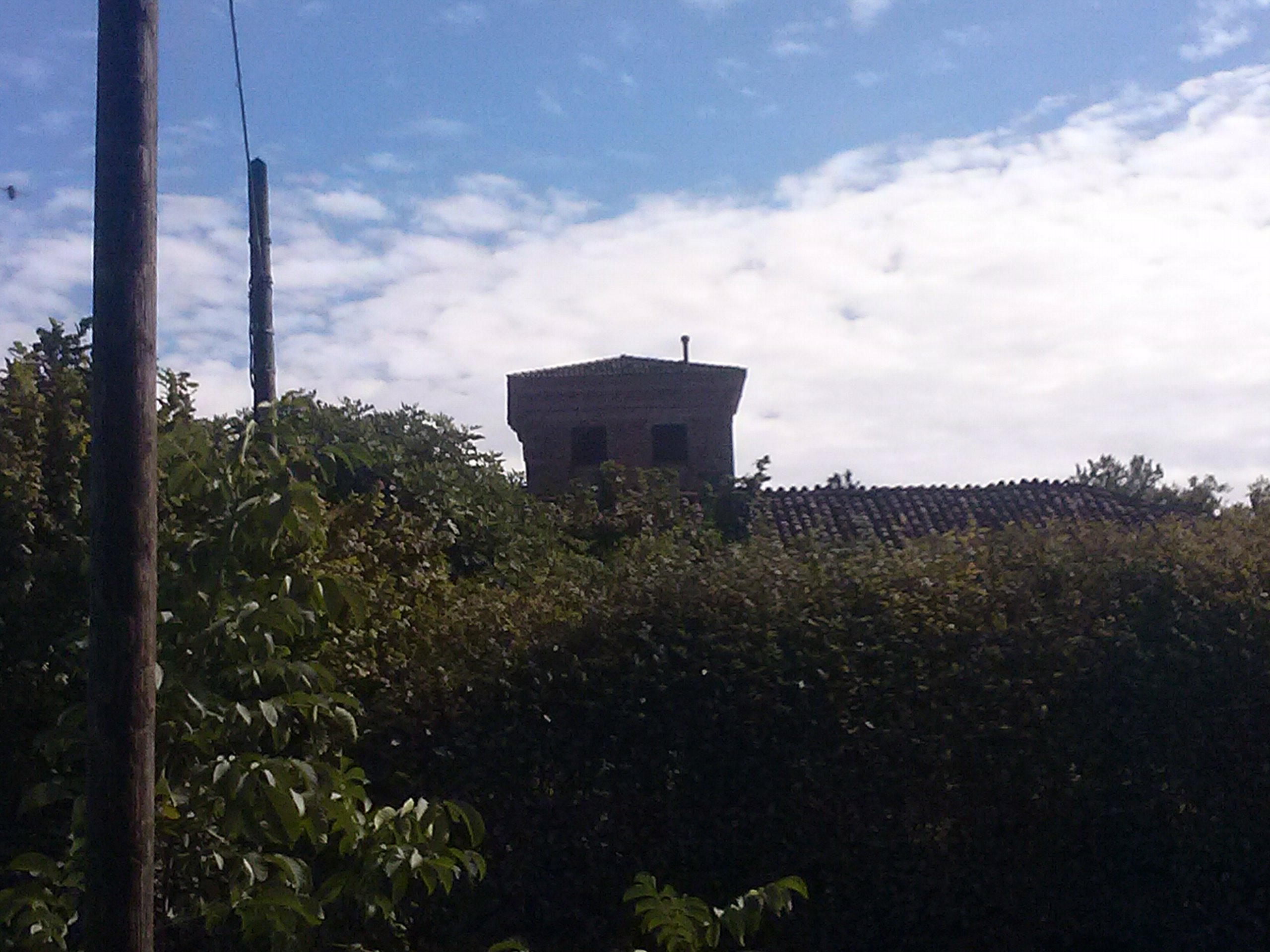
Die Spitze des Turms

1482 wurde die Burg im Auftrag von Antonio Maria Scotti wieder aufgebaut; er hatte eine herzogliche Lizenz dazu erhalten. 1546 erreichte Marc’Antonio Scotti, dass der Herzog von Parma und Piacenza, Pier Luigi II. Farnese, seine Herrschaft über Castelbosco zur Markgrafschaft erhob. 1624 wurde den Scottis der Besitz an Castelbosco, ebenso wie der an Campremoldo Sopra und Campremoldo Sotto, von der herzoglichen Liegenschaftsverwaltung der Farneses mit dem Recht, „über besagte Plätze zugunsten ehelicher, männlicher Kinder und Nachkommen zu verfügen“ im Auftrag von Odoardo I. Farnese bestätigt. 1636 wurde die Burg von den spanischen Truppen beschädigt, die in den Krieg gegen das Herzogtum der Farneses verwickelt waren. In der Folge dieser Ereignisse musste der Lehensnehmer Luigi Scotti erhebliche wirtschaftliche Anstrengungen unternehmen, und die Burg zu renovieren.
In der Burg starb im Dezember 1737 der Maler Giovanni Battista Tagliasacci.
Die Familie Scotti blieb bis 1818 in Besitz der Burg, dann wurde sie an die Grafen Galli abgegeben, denen erste der Graf Giuseppe Nasalli Rocca nachfolgte, dann die Familie Chiapponi und schließlich die Familien Locatelli und Camairago; erstere baute dort eine Viehzucht auf, an die 2015 das Museo della Merda angeschlossen wurde.

## Beschreibung
Die Burg hat einen rechteckigen Grundriss und zeigt, obwohl sie nur beschränkte Ausmaße hat, interessante Elemente, wie die Zinnen und einige Spuren der Hauptzugbrücke, die den Burggraben überspannte und mit einem Pseudoravelin versehen war, an den sich ursprünglich ein zweiter auf der entgegengesetzten Seite anschloss. Im Komplex sind zwei Türme erhalten: Einer ist stark gegenüber dem anfänglichen Anblick verändert und erhebt sich gegenüber dem Mittelbau und ein weiterer, der soweit abgetragen wurde, bis seine Höhe der der Kurtine entsprach, wurde mit einem Satteldach versehen. Das Gebäude befindet sich insgesamt in gutem Erhaltungszustand.
Der Haupteingang öffnet sich zum Garten hin und vermittelt den Zugang zu einer großen Treppe, die ins Hauptgeschoss führt, wo sich ein Innenhof befindet, auf den hin sich die verschiedenen Räume öffnen. In der Nähe des Komplexes wurden im Laufe der Jahre verschiedene landwirtschaftliche Gebäude errichtet, die sich an weiter, vorher existierende Gebäude anschlossen, vermutlich die ursprünglichen Stallungen, die allerdings für landwirtschaftliche Zwecke umgebaut wurden.

## Museum
In der Burg ist seit 2015 das Museo della Merda untergebracht, das aus einer Idee des Agrarunternehmers Gianantonio Locatelli hervorging, der vorher eine Rinderzucht in der Nähe der Burg gegründet hatte, die 150 Tonnen Exkremente liefert, die die Tiere pro Tag abgeben. Im Museum gibt es Werke verschiedener Künstler zu diesem Thema, darunter von David Themlett und Anne und Patrick Poirier, und darüber hinaus verschiedene Zeugnisse, die aus noch weiteren Epochen stammen: Von der ägyptischen Gottheit des Mistskarabäus, der auch als Symbol des Museums dient, bis zur Verwendung der Exkremente zum Bau von Häusern in vorgeschichtlicher Zeit, von Werken altrömischer Künstler, wie die Naturalis historia von Plinius dem Älteren über die Nutzung der Exkremente in der figurativen Kunst bis zu modernen, wissenschaftlichen Untersuchungen.